# ブラストミセス症

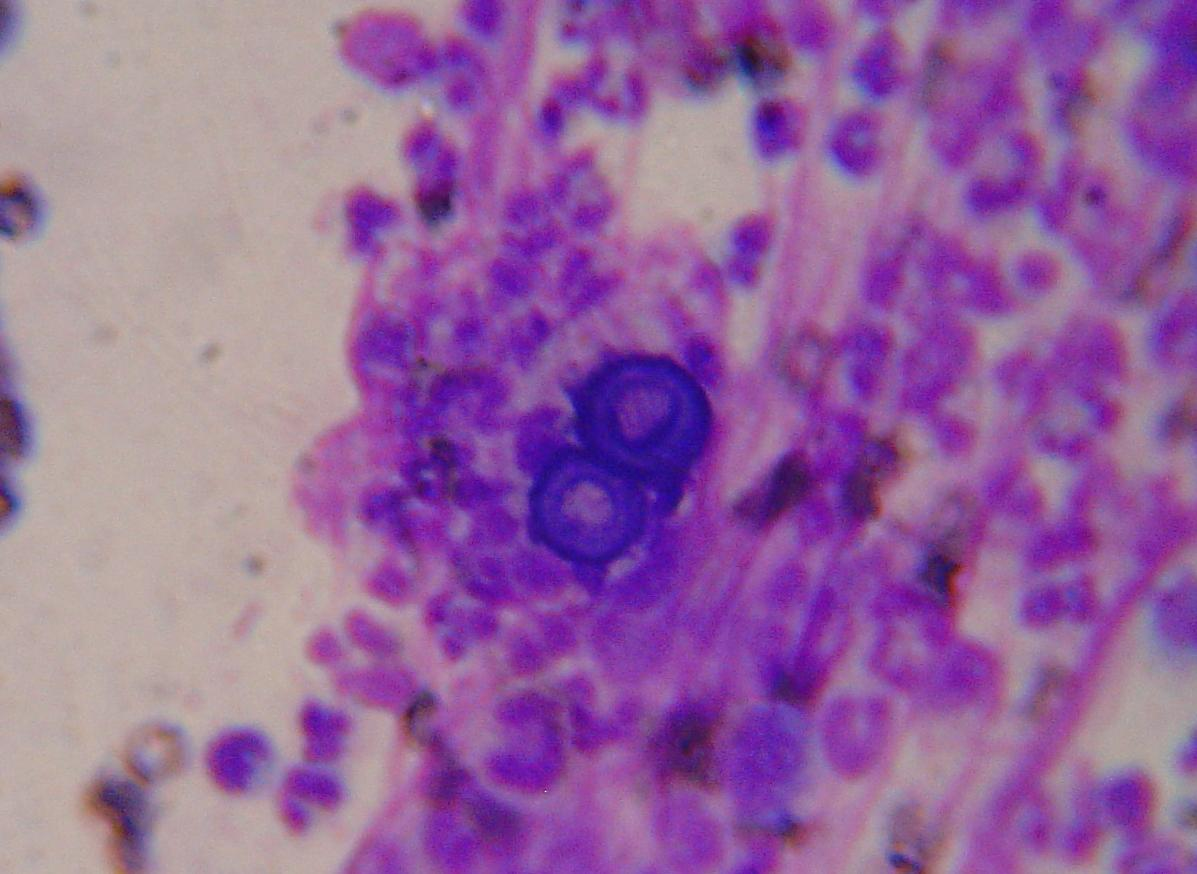
Blastomyces dermatitidis

ブラストミセス症(英: blastomycosis)とはBlastomyces dermatitidisを原因とする真菌症。ブラストミセス症はアメリカ北部の一部地域における風土病であり、その臨床症状はヒストプラズマ症に類似する。